# Endrunde der Deutschen Mannschaftsmeisterschaft im Schach 1976
Die Endrunde der Deutschen Mannschaftsmeisterschaft im Schach 1976 fand vom 24. bis 26. September in Hallstadt statt. Über die viergleisige Bundesliga hatten sich der Delmenhorster SK (Gruppe Nord), die Solinger SG 1868 (Gruppe West), der SK Heidelberg (Gruppe Südwest) und der SC 1868 Bamberg (Gruppe Süd) qualifiziert.

## 1. Runde
In der 1. Runde setzte sich der Titelverteidiger Solinger SG 1868 durch einen klaren Sieg gegen den SK Heidelberg an die Spitze, während der SC 1868 Bamberg gegen den Delmenhorster SK knapp gewann.
| Brett | SC 1868 Bamberg     | Delmenhorster SK   | 4,5:3,5 |
| ----- | ------------------- | ------------------ | ------- |
| 1     | Lothar Schmid       | Manfred Hermann    | 0,5:0,5 |
| 2     | Helmut Pfleger      | Claus Dieter Meyer | 0,5:0,5 |
| 3     | Hans-Günter Kestler | Reiner Franke      | 0,5:0,5 |
| 4     | Bernd Feustel       | Manfred Dornieden  | 1:0     |
| 5     | Wolfram Hartmann    | Egon Ditt          | 0:1     |
| 6     | Gerd Treppner       | Manfred Hempel     | 1:0     |
| 7     | Gerald Hartmann     | Ralf Lau           | 0:1     |
| 8     | Jürgen Teufel       | Alfons Gudat       | 1:0     |

| Brett | Solinger SG 1868          | SK Heidelberg         | 5,5:2,5 |
| ----- | ------------------------- | --------------------- | ------- |
| 1     | Lubomir Kavalek           | Eberhard Nonnenmacher | 0,5:0,5 |
| 2     | Hans-Joachim Hecht        | Georg Nippgen         | 1:0     |
| 3     | Albéric O’Kelly de Galway | Wilfried Gscheidlen   | 1:0     |
| 4     | Heinz Lehmann             | Klaus Vossen          | 0:1     |
| 5     | Mathias Gerusel           | Hilmar Drygas         | 1:0     |
| 6     | Manfred Christoph         | Egon Kunz             | 1:0     |
| 7     | Johannes Eising           | Werner Blau           | 1:0     |
| 8     | Günter Capelan            | Helko Eis             | 0:1     |

## 2. Runde
In der 2. Runde endeten beide Wettkämpfe mit 4:4, so dass Solingen die Tabellenführung behauptete, aber noch keine Entscheidung gefallen war.
| Brett | Delmenhorster SK   | SK Heidelberg         | 4:4     |
| ----- | ------------------ | --------------------- | ------- |
| 1     | Manfred Hermann    | Eberhard Nonnenmacher | 0:1     |
| 2     | Claus Dieter Meyer | Georg Nippgen         | 0:1     |
| 3     | Reiner Franke      | Wilfried Gscheidlen   | 0,5:0,5 |
| 4     | Manfred Dornieden  | Klaus Vossen          | 1:0     |
| 5     | Egon Ditt          | Werner Blau           | 1:0     |
| 6     | Manfred Hempel     | Egon Kunz             | 0,5:0,5 |
| 7     | Ralf Lau           | Janis Manakos         | 1:0     |
| 8     | Walter Rehe        | Helko Eis             | 0:1     |

| Brett | SC 1868 Bamberg     | Solinger SG 1868          | 4:4     |
| ----- | ------------------- | ------------------------- | ------- |
| 1     | Lothar Schmid       | Lubomir Kavalek           | 0,5:0,5 |
| 2     | Helmut Pfleger      | Albéric O’Kelly de Galway | 1:0     |
| 3     | Hans-Günter Kestler | Hans-Joachim Hecht        | 0,5:0,5 |
| 4     | Bernd Feustel       | Mathias Gerusel           | 0:1     |
| 5     | Wolfram Hartmann    | Heinz Lehmann             | 0,5:0,5 |
| 6     | Gerd Treppner       | Johannes Eising           | 0,5:0,5 |
| 7     | Jürgen Teufel       | Manfred Christoph         | 0,5:0,5 |
| 8     | Pavle Radic         | Hans Besser               | 0,5:0,5 |

## 3. Runde
Bamberg landete einen deutlichen 7:1-Sieg gegen den Tabellenletzten Heidelberg, so dass Solingen mit 6:2 gegen Delmenhorst hätte gewinnen müssen, um Gleichstand zu erzwingen. Beim Stand von 5:2 versuchte Hans-Joachim Hecht lange Zeit, ein Remisendspiel zu gewinnen, aber nach mehr als 11 Stunden Spielzeit musste er sich mit einem Remis begnügen, so dass Bamberg mit einem halben Brettpunkt Vorsprung den Titel errang.
| Brett | Solinger SG 1868          | Delmenhorster SK   | 5,5:2,5 |
| ----- | ------------------------- | ------------------ | ------- |
| 1     | Lubomir Kavalek           | Manfred Hermann    | 1:0     |
| 2     | Hans-Joachim Hecht        | Claus Dieter Meyer | 0,5:0,5 |
| 3     | Albéric O’Kelly de Galway | Reiner Franke      | 0,5:0,5 |
| 4     | Heinz Lehmann             | Manfred Dornieden  | 1:0     |
| 5     | Mathias Gerusel           | Egon Ditt          | 1:0     |
| 6     | Johannes Eising           | Manfred Hempel     | 0,5:0,5 |
| 7     | Manfred Christoph         | Ralf Lau           | 0:1     |
| 8     | Hans Besser               | Alfons Gudat       | 1:0     |

| Brett | SK Heidelberg         | SC 1868 Bamberg     | 1:7     |
| ----- | --------------------- | ------------------- | ------- |
| 1     | Georg Nippgen         | Lothar Schmid       | 0,5:0,5 |
| 2     | Eberhard Nonnenmacher | Helmut Pfleger      | 0:1     |
| 3     | Klaus Vossen          | Hans-Günter Kestler | 0:1     |
| 4     | Hilmar Drygas         | Bernd Feustel       | 0:1     |
| 5     | Werner Blau           | Wolfram Hartmann    | 0:1     |
| 6     | Egon Kunz             | Gerd Treppner       | 0,5:0,5 |
| 7     | Helko Eis             | Gerald Hartmann     | 0:1     |
| 8     | Janis Manakos         | Jürgen Teufel       | 0:1     |

## Abschlusstabelle
|    | Verein           | Sp | G | U | V | MP  | Brett-P.  |
| -- | ---------------- | -- | - | - | - | --- | --------- |
| 1. | SC 1868 Bamberg  | 3  | 2 | 1 | 0 | 5:1 | 15,5:8,5  |
| 2. | Solinger SG 1868 | 3  | 2 | 1 | 0 | 5:1 | 15,0:9,0  |
| 3. | Delmenhorster SK | 3  | 0 | 1 | 2 | 1:5 | 10,0:14,0 |
| 4. | Heidelberger SK  | 3  | 0 | 1 | 2 | 1:5 | 7,5:16,5  |